# Faci sau taci
Faci sau taci este un film românesc de comedie polițistă de acțiune din 2019 scris și regizat de Iura Luncașu. Rolurile principale au fost interpretate de actorii Augustin Viziru, Levent Sali, Diana Dumitrescu și Monica Bârlădeanu.
A avut premiera la  15 martie 2019. 

## Prezentare
Poliția Română, împreună cu autoritățile spaniole, începe o misiune de eliminare a unui grup de infractori și de demascare a liderului acestuia.

## Distribuție[5]
- Augustin Viziru -	Valer Codrescu
- Levent Sali -	Aurel Tămaș
- Monica Bîrlădeanu	- Raluca Jimbleu
- Gică Craioveanu -	Andres, procuror spaniol
- Cătălin Cazacu - Potcoavă
- Codin Maticiuc - George
- Diana Dumitrescu	- Luiza
- Sandra Izbașa	- Ema
- Horia Brenciu	- Valentin Codrescu
- Giulia Anghelescu - Magda
- Oana Moșneagu	- Roxana
- Cristina Visterneanu
- Bogdan Mălăele - Paul Anghelescu
- Ana Baniciu - Claudia
- Maria Popovici - Gabriela
- Denis Ștefan - samsar

## Primire
S-a clasat pe locul 3 la box-office-ul românesc din 2019. Filmul a fost vizionat de 89.548 de spectatori și a avut încasări totale de 1.807.596 de lei.